# روث درابر
روث درابر (بالإنجليزية: Ruth Draper)‏ هي مترجمة وممثلة أمريكية، ولدت في 2 ديسمبر 1884 في نيويورك في الولايات المتحدة، وتوفيت بنفس المكان في 30 ديسمبر 1956 بسبب نوبة قلبية.

## وصلات خارجية
- روث درابر على موقع IMDb (الإنجليزية)
- روث درابر على موقع الموسوعة البريطانية (الإنجليزية)
- روث درابر على موقع مونزينجر (الألمانية)
- روث درابر على موقع ميوزك برينز (الإنجليزية)
- روث درابر على موقع قاعدة بيانات برودواي على الإنترنت (الإنجليزية)
- روث درابر على موقع ديسكوغز (الإنجليزية)
- روث درابر على موقع كينوبويسك (الروسية)